# Build Back Better Plan
Pour les articles homonymes, voir Build Back Better World.

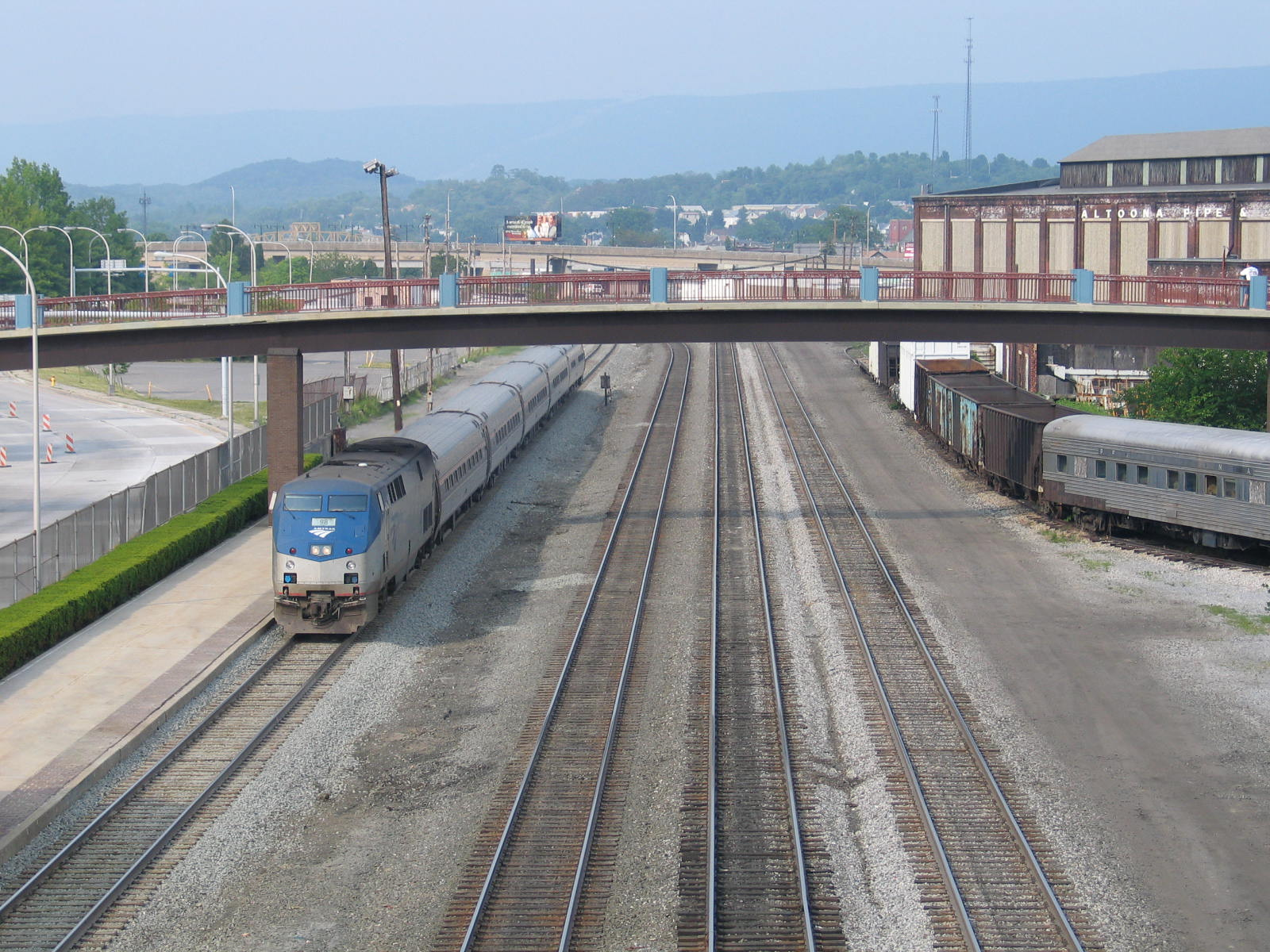
Pennsylvanien en direction ouest à la gare d'Altoona, en mai 2007.

Le Build Back Better Plan, est un cadre législatif proposé par le président américain Joe Biden entre 2020 et 2021. Généralement considéré comme ambitieux par sa taille et sa portée, il cherchait à faire les plus grands investissements publics à l'échelle américaine, dans des programmes sociaux, infrastructurels et environnementaux depuis les politiques de lutte contre la Grande Dépression des années de 1929 à 1939 du New Deal,.
Le Build Back Better Plan était divisé en trois parties:
1. American Rescue Plan (ARP), un plan pour le Covid;
2. American Jobs Plan (AJP), une proposition visant à s'intéresser aux besoins en infrastructures longtemps négligés et à réduire la contribution américaine au changement climatique;
3. American Families Plan (AFP), un projet visant à financer des initiatives de politique sociale[4].

La première partie, d'un coût de 1,9 trillion USD, nommé le Plan de sauvetage américain de 2021, a été votée et édictée en mars 2021. Les deux autres parties ont été retravaillées au cours de longue négociations. Certains aspects de l'AJP  se sont retrouvés dans l'Infrastructure Investment and Jobs Act, édictée en novembre 2021.
D'autres priorités de l'AJP (changement climatique, santé etc.) ont été fusionnées pour former le Build Back Better Act. Ce projet a dû lui-même être revu au cours de négociations notamment entre le sénateur Joe Manchin et le leader de la Majorité au Sénat Chuck Schumer pour donner naissance à la loi sur la réduction de l'inflation de 2022, édicté en août 2022.